# Mamma Mia! Here We Go Again
Pour les articles homonymes, voir Mamma mia.
Série
Mamma Mia!
(2008)
Pour plus de détails, voir Fiche technique et Distribution.
Mamma Mia! Here We Go Again ou Mamma Mia! C'est reparti au Québec est un film musical américano-britannique réalisé par Ol Parker et sorti en 2018.
C'est une suite mais également une préquelle du film Mamma Mia! réalisé par Phyllida Lloyd et sorti en 2008. Ce dernier était lui-même adapté de la comédie musicale du même titre qui s'inspire des chansons du groupe suédois ABBA. Il est sorti dix ans après le premier volet pour fêter l'anniversaire de ce dernier.
Ce deuxième volet a reçu des critiques généralement positives aux États-Unis, contrairement au premier film qui avait divisé les critiques. Il rencontre également un grand succès au box-office mais sans atteindre les bénéfices de son prédécesseur.

## Synopsis
Cinq ans après les événements du premier film, sur l'île grecque Kalokairi. Sophie Sheridan (Amanda Seyfried) prépare la grande réouverture de l'hôtel de sa mère, Donna (Meryl Streep), un an après le décès de cette dernière (Thank You For The Music). Elle est également poussée à bout de nerfs car deux de ses pères, Harry (Colin Firth) et Bill (Stellan Skarsgård), ne pourront pas venir à la réouverture et sa relation avec Sky (Dominic Cooper), lequel est à New York, connaît de plus en plus de vagues (One of Us).
Analepse en 1979. Donna (Lily James), plus jeune, vient de recevoir son diplôme à l'école d'Oxford (When I Kissed The Teacher), avec Rosie (Alexa Davies) et Tanya (Jessica Keenan Wynn), et se prépare pour voyager à travers le monde entier. Elle part à Paris et rencontre Harry (Hugh Skinner). Il l'emmène au restaurant (Waterloo) puis ils passent la nuit ensemble, mais Donna repart vite le lendemain matin. Elle loupe la navette pour Kalokairi, mais rencontre Bill (Josh Dylan) qui lui propose de l'amener sur l'île. En chemin, ils aident un pêcheur, Alexio (Gerard Monaco), à empêcher le mariage de l'amour de sa vie. À l'insu de Donna, Harry décide de suivre cette dernière en Grèce, mais il arrive trop tard et voit le bateau de Bill s'éloigner (Why Did It Have To Be Me?).
Retour au présent. Rosie (Julie Walters) et Tanya (Christine Baranski) arrivent pour soutenir Sophie. On apprend que Rosie et Bill ont rompu (Angel Eyes). Sophie va ensuite à la rencontre de Sam (Pierce Brosman), toujours en deuil de Donna (SOS). Dans le passé, Donna arrive sur l'île (I Have A Dream). Alors qu'elle découvre une ferme abandonnée, une tempête soudaine l'amène à trouver un cheval terrifié dans la cave. Sam (Jeremy Irvine), plus jeune, arrivant sur sa moto, l'aide à sauver le cheval. Dans le présent, une tempête cause de graves dommages aux préparatifs de la réouverture de l'hôtel, et les médias ne peuvent plus couvrir l'événement.
Dans le passé, Donna et Sam vivent un amour fou (Andante, Andante ; The Name of the Game), jusqu'à ce que Donna découvre dans le tiroir de Sam une photo de sa fiancée. Donna, dévastée, ordonne à Sam de quitter l'île et lui dit adieu (Knowing Me, Knowing You). Dans le présent, Sam dit à Sophie à quel point elle comptait pour sa mère. Pendant ce temps, Harry quitte sa réunion à Tokyo pour se rendre à Kalokairi, et Bill a la même idée. Cependant, une fois sur les quais, il n'y a pas de navette. Mais Alexio les aide, ainsi que Sky et des centaines d'autres personnes à aller sur l'île.
Dans le passé, Donna est déprimée et a le cœur brisé. Cependant, chanter avec Tanya et Rosie évacue sa colère (Mamma Mia!). Elle rencontre Bill à nouveau et ils vont sur son bateau ; pendant ce temps, Sam revient pour dire à Donna qu'il a annulé son mariage pour elle, mais est attristé en apprenant qu'elle est avec un autre homme, et quitte l'île. Donna découvre qu'elle est enceinte mais ne sait pas duquel des trois hommes qu'elle a récemment fréquenté est cet enfant. Sofia (Maria Vacratsis), la mère du propriétaire du bar où "Donna et les Dynamos" se représentent, entend le souhait de Donna de vouloir rester sur l'île et l'autorise à vivre dans la vieille ferme, où elle donne naissance à Sophie.
Dans le présent, les invités arrivent et Sophie est réunie avec ses deux autres pères et Sky (Dancing Queen). Sophie annonce à Sky qu'elle est enceinte et dit qu'elle ne s'est jamais autant sentie aussi près de sa mère, maintenant qu'elle sait ce qu'elle a traversé. Bill et Rosie se retrouvent alors qu'ils font le deuil de Donna. La grand-mère de Sophie, la mère de Donna, qui avait déserté la famille, Ruby (Cher), arrive à la soirée alors que Sophie ne l'avait pas invitée. Elle révèle alors que Sky l'a retrouvée à New York et qu'elle veut créer une véritable relation avec Sophie. Cette dernière chante alors une chanson en l'honneur de sa mère avec Rosie et Tanya (I've Been Waiting For You), alors que Ruby, au bord des larmes, lui annonce qu'elle est fière d'elle. On découvre ensuite que le manager de l'hôtel, Fernando (Andy García), était l'amant de Ruby en 1959 à Mexico. Ils sont enfin réunis (Fernando).
Neuf mois plus tard, Sophie donne naissance à un petit garçon. Tout le monde se réunit pour son baptême, où Tanya flirte avec le frère de Fernando. Pendant la cérémonie, l'esprit de Donna apparaît et regarde sa fille avec fierté (My Love, My Life). À la fin du film, tous les personnages, dont Donna et les personnages plus jeunes, chantent Super Trouper lors d'une grande fête organisée à l'Hôtel Bella Donna.

## Fiche technique
Sauf indication contraire, les informations mentionnées dans cette section peuvent être confirmées par la base de données cinématographiques IMDb,  présente dans la section « Liens externes ».
- Titre original et français : Mamma Mia! Here We Go Again
- Titre québécois : Mamma Mia! C'est reparti
- Titre de travail : Mamma Mia! 2
- Réalisation : Ol Parker
- Scénario : Ol Parker, d'après une histoire de Catherine Johnson, Richard Curtis et Ol Parker
- Direction artistique : James Lewis, Andrew Palmer et Jason Virok
- Décors : Dominic Capon
- Costumes : Michele Clapton
- Photographie : Robert Yeoman
- Montage : Peter Lambert
- Musique : Anne Dudley (musique) ; Benny Andersson et Björn Ulvaeus (chansons)
- Casting : Kathleen Chopin et Nina Gold
- Production : Judy Craymer et Gary Goetzman
- Producteurs délégués : Benny Andersson, Richard Curtis, Tom Hanks et Björn Ulvaeus
- Sociétés de production : Legendary Pictures, Perfect World Pictures, Playtone et Littlestar Productions
- Société de distribution : Universal Pictures
- Budget : 75 millions de dollars[3]
- Pays d'origine :  États-Unis et  Royaume-Uni
- Langues originales : anglais
- Format : Couleur - 2.39:1 - son Dolby Atmos - IMAX
- Genre : Musical
- Durée : 114 minutes
- Dates de sortie :
  -  Belgique : 18 juillet 2018
  -  États-Unis /  Royaume-Uni /  Canada /  Québec : 20 juillet 2018
  -  France /  Suisse romande : 25 juillet 2018

## Distribution
| - Meryl Streep : Donna Sheridan-Carmichael - Lily James (VF : Alexia Papineschi ; VQ : Kim Jalabert) : Donna (jeune) - Christine Baranski (VF : Danièle Douet ; VQ : Élise Bertrand) : Tanya Chesham-Leigh - Jessica Keenan Wynn (en) (VF : Pauline Moulène ; VQ : Dominique Laniel) : Tanya (jeune) - Julie Walters (VF : Marion Game ; VQ : Johanne Léveillé) : Rosie Mulligan - Alexa Davies (en) (VF : Olivia Nicosia ; VQ : Geneviève Bédard) : Rosie (jeune) - Pierce Brosnan (VF : Bernard Alane ; VQ : Daniel Picard) : Sam Carmichael - Jeremy Irvine (VF : Antoine Ferey ; VQ : Alexandre Fortin) : Sam (jeune) - Colin Firth (VF : Franck Capillery ; VQ : Jean-Luc Montminy) : Harry Bright - Hugh Skinner (VF : Jim Redler ; VQ : François-Simon Poirier) : Harry (jeune) - Stellan Skarsgård (VF : Hervé Bellon ; VQ : Jean-Marie Moncelet) : Bill Anderson - Josh Dylan (VF : Nicolas Hardy ; VQ : Jean-Philippe Baril-Guérard) : Bill (jeune) | - Amanda Seyfried (VF : Kelly Marot ; VQ : Catherine Bonneau) : Sophie Sheridan - Dominic Cooper (VF : Tony Marot ; VQ : Nicolas Charbonneaux-Collombet) : Sky - Cher (VF : Sylvie Moreau ; VQ : Anne Caron) : Ruby Sheridan - Andy García (VF : Bertrand Suarez-Pazos ; VQ : Manuel Tadros) : Fernando Cienfuegos - Maria Vacratsis (en) (VF : Chryssa Florou ; VQ : Johanne Garneau) : Sofia - Panos Mouzourakis (en) (VF : Constantin Pappas) : Lazaros - Omid Djalili (VF : Mustapha Abourachid ; VQ : Pierre-Étienne Rouillard) : le contrôleur - Celia Imrie (VF : Cathy Cerdà) : la vice-chancelière - Gerard Monaco (en) : Alexio - Anna Antoniades : Apollonia - Björn Ulvaeus : un professeur à Oxford (caméo) - Benny Andersson : le pianiste au restaurant (caméo) |

 Source et légende : version française (VF) sur RS Doublage et le carton de doublage en fin de film sur le Blu-Ray français ; version québécoise (VQ) sur Doublage.qc.ca

## Production

### Genèse

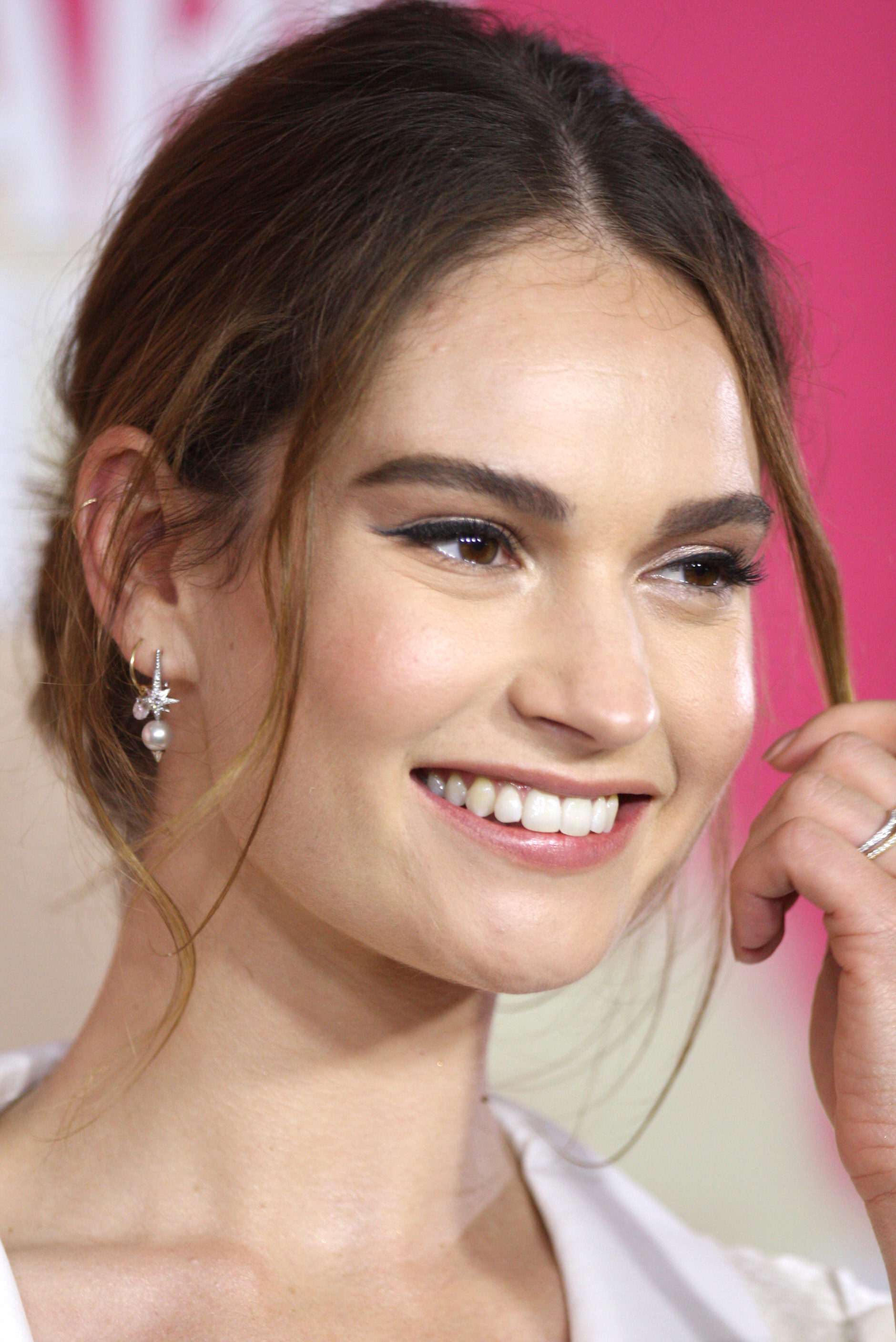
L'actrice anglaise Lily James interprète la version jeune de l'héroïne, incarnée par Meryl Streep depuis le film original.

À la suite du succès financier de Mamma Mia!, David Linde d'Universal Pictures annonce la possibilité de développer un deuxième volet. Le productrice Judy Craymer, la scénariste Catherine Johnson, la réalisatrice Phyllida Lloyd et les anciens membres du groupe ABBA, Benny Andersson et Björn Ulvaeus, avouent également leurs engouement pour le projet, étant tous d'accord sur le nombre de chansons du groupe pouvant encore être utilisées.
Le 19 mai 2017, le film est officiellement annoncé par le studio pour une sortie en été 2018. Néanmoins, la réalisatrice du premier volet, Phyllida Lloyd, laisse sa place à Ol Parker qui s'occupera également du scénario. Quelques mois plus tard, Benny Andersson confirme que les chansons When I Kissed the Teacher, I Wonder (Departure) et Angeleyes seront dans le film.

### Attribution des rôles
Début juin 2017, il est annoncé qu'Amanda Seyfried reprendra le rôle de Sophie. Plus tard dans le mois, Dominic Cooper confirme également son retour ainsi que ceux de Meryl Streep, Colin Firth et Pierce Brosnan.
Début juillet 2017, le retour de Christine Baranski est confirmé. Le même jour, Lily James rejoint la distribution pour interpréter la version jeune du personnage de Meryl Streep. Elle est suivie en août 2017 par Jeremy Irvine et Alexa Davies qui interpréteront respectivement les versions jeunes des personnages de Pierce Brosnan et Julie Walters.
Plus tard dans le mois, Jessica Keenan Wynn est annoncée pour la version jeune du personnage de Christine Baranski et les retours de Julie Walters et Stellan Skarsgård sont confirmés. En octobre 2016, l'actrice et chanteuse Cher, qui avait déjà jouée avec Meryl Streep dans Le Mystère Silkwood, rejoint la distribution et signe son retour au cinéma après le film Burlesque en 2010.

### Tournage

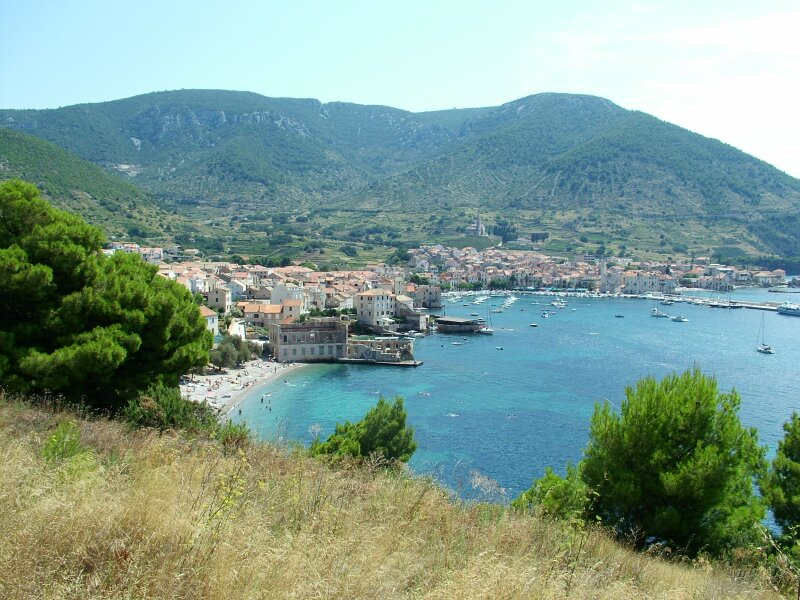
L'île Vis en Croatie, où une grande partie du film a été tournée.

Le tournage du film a débuté le 12 août 2017 en Croatie, principalement sur l'île Vis. Il s'est ensuite poursuivi en octobre 2017 aux studios de Shepperton dans le comté de Surrey en Angleterre et s'est terminé le 2 décembre 2017.

## Musique
1. When I Kissed the Teacher - Lily James, Jessica Keenan Wynn, Alexa Davies et Celia Imrie
2. One of Us - Amanda Seyfried et Dominic Cooper
3. Waterloo - Hugh Skinner et Lily James
4. Why Did It Have To Be Me - Josh Dylan, Lily James et Hugh Skinner
5. I Have a Dream - Lily James
6. Kisses of Fire - Panos Mouzourakis
7. Andante, Andante - Lily James
8. The Name of the Game - Lily James
9. Knowing Me, Knowing You - Jeremy Irvine et Lily James
10. Angel Eyes - Christine Baranski, Julie Walters et Amanda Seyfried
11. Mamma Mia - Lily James, Jessica Keenan Wynn et Alexa Davies
12. Dancing Queen - Amanda Seyfried, Julie Walters, Christine Baranski, Pierce Brosnan, Stellan Skarsgård et Colin Firth
13. I've Been Waiting for You - Amanda Seyfried, Julie Walters et Christine Baranski
14. Fernando - Cher et Andy García
15. My Love, My Life - Lily James, Meryl Streep et Amanda Seyfried
16. Super Trouper - Cher, Meryl Streep, Julie Walters, Christine Baranski, Amanda Seyfried, Dominic Cooper, Pierce Brosnan, Stellan Skarsgård, Colin Firth, Lily James, Alexa Davies, Jessica Keenan Wynn, Josh Dylan, Jeremy Irvine et Hugh Skinner

Les numéros musicaux du films sont disponibles dans la bande-originale éditée le 13 juillet 2018 par Capitol Records aux États-Unis et par Polydor dans le reste du monde.
L'album contient également une reprise I Wonder (Departure) par Lily James, Jessica Keenan Wynn et Alexa Davies et une reprise de The Day Before You Came par Meryl Streep, néanmoins, ces chansons n'apparaissent pas en tant que numéro dans le film, la première faisant partie d'une scène coupée au montage final mais disponible dans les bonus du DVD et du Blu-Ray.
La version de Kisses of Fire de l'album commence par la partie de Panos Mouzourakis avant d'enchaîner sur une version interprétée par Lily James, Jessica Keenan Wynn et Alexa Davies. Dans le film, seule la version de Mouzourakis peut-être entendue.

## Accueil

### Critiques
Le film reçoit des critiques majoritairement positives aux États-Unis, contrairement au premier volet qui avait divisé la critique. Sur le site agrégateur de critiques Rotten Tomatoes, il obtient 81% de critiques positives, avec une note moyenne de 6,3/10 sur la base de 158 critiques positives et 41 critiques négatives. Le film obtient le statut « Frais », le certificat de qualité du site.
Selon consensus critique établi par le site, le film reprend tout ce que les fans ont adoré dans l'original, ce qui le rend irrésistible à leurs yeux.
Sur Metacritic, il reçoit des critiques plus mitigées, obtenant une note de 60/100 basée sur 46 critiques collectées.
Néanmoins, la presse française est divisée par le film. 20 minutes, Écran Large, Première et Le Parisien lui confèrent certaines qualités. Ce dernier résume d'ailleurs que : « sur une mise en scène pétillante, le film assume son second degré avec des décors façon carton-pâte. », Le Figaro n'est en revanche pas pleinement convaincu : « Pleins de bonne volonté, les acteurs se démènent, mais peinent à émouvoir. Et font regretter de voir si peu celle que les fidèles préfèrent : Meryl Streep. ».

### Box-office
| Pays ou région    | Box-office      | Date d'arrêt du box-office | Nombre de semaines |
| ----------------- | --------------- | -------------------------- | ------------------ |
| France            | 733 320 entrées | 25 septembre 2018          | 9                  |
| États-Unis Canada | 120 634 935 $   | 11 octobre 2018            | 12                 |
| Mondial           | 393 261 056 $   | -                          | en cours           |

## Distinctions
Sauf indication contraire, les informations mentionnées dans cette section peuvent être confirmées par la base de données cinématographiques IMDb,  présente dans la section « Liens externes ».

### Nominations
- People's Choice Awards 2018 :
  - La comédie de l'année
  - L'actrice de comédie de l'année pour Amanda Seyfried
  - L'actrice de cinéma de l'année pour Lily James